# Olympische Sommerspiele 2012/Teilnehmer (Moldau)
| Gelbes Symbol für Goldmedaillen mit stilisierten Olympischen Ringen | Graues Symbol für Silbermedaillen mit stilisierten Olympischen Ringen | Braundes Symbol für Bronzemedaillen mit stilisierten Olympischen Ringen |
| ------------------------------------------------------------------- | --------------------------------------------------------------------- | ----------------------------------------------------------------------- |
| —                                                                   | —                                                                     | —                                                                       |

Die Republik Moldau nahm in London an den Olympischen Spielen 2012 teil. Es war die insgesamt fünfte Teilnahme an Olympischen Sommerspielen. Das Comitetul National Olimpic al Republicii Moldova nominierte 23 Athleten in neun Sportarten.
Fahnenträger bei der Eröffnungsfeier war der Bogenschütze Dan Olaru.
Die Diskuswerferin Natalia Artyk ging nach einem positiven Dopingbefund nicht an den Start, die Nominierung der Hammerwerferin Marina Marghieva wurde nach einem positiven Dopingbefund (Stanozolol) am 4. August 2012 zurückgezogen. Die B-Proben waren ebenfalls positiv.
Ursprünglich gewann Moldau zwei Bronzemedaillen im Gewichtheben. Jedoch wurden die beiden Medaillenträger Anatolii Cîrîcu und Cristina Iovu bei Nachtests disqualifiziert. Die beiden Medaillen wurden ihnen im November 2016 aberkannt.

## Teilnehmer nach Sportarten

### Bogenschießen
| Athleten  | Wettbewerb | Qualifikation | Qualifikation | 1. Runde      | 1. Runde | 2. Runde    | 2. Runde | Achtelfinale | Achtelfinale | Viertelfinale | Viertelfinale | Halbfinale    | Halbfinale    | Finale        | Finale        | Rang |
| Athleten  | Wettbewerb | Ringe         | Rang          | Gegner        | Ergebnis | Gegner      | Ergebnis | Gegner       | Ergebnis     | Gegner        | Ergebnis      | Gegner        | Ergebnis      | Gegner        | Ergebnis      | Rang |
| --------- | ---------- | ------------- | ------------- | ------------- | -------- | ----------- | -------- | ------------ | ------------ | ------------- | ------------- | ------------- | ------------- | ------------- | ------------- | ---- |
| Männer    |            |               |               |               |          |             |          |              |              |               |               |               |               |               |               |      |
| Dan Olaru | Einzel     | 654           | 47            | Jake Kaminski | 6:5      | Simon Terry | 7:1      | Kim Bub-min  | 1:7          | ausgeschieden | ausgeschieden | ausgeschieden | ausgeschieden | ausgeschieden | ausgeschieden | 9    |

### Boxen
| Athleten      | Wettbewerb              | 1. Runde         | 1. Runde | Achtelfinale     | Achtelfinale | Viertelfinale | Viertelfinale | Halbfinale    | Halbfinale    | Finale        | Finale        | Rang |
| Athleten      | Wettbewerb              | Gegner           | Ergebnis | Gegner           | Ergebnis     | Gegner        | Ergebnis      | Gegner        | Ergebnis      | Gegner        | Ergebnis      | Rang |
| ------------- | ----------------------- | ---------------- | -------- | ---------------- | ------------ | ------------- | ------------- | ------------- | ------------- | ------------- | ------------- | ---- |
| Männer        |                         |                  |          |                  |              |               |               |               |               |               |               |      |
| Vasile Belous | Weltergewicht bis 69 kg | Selemani Kidunda | 20:7     | Taras Shelestyuk | 7:15         | ausgeschieden | ausgeschieden | ausgeschieden | ausgeschieden | ausgeschieden | ausgeschieden | 9    |

### Gewichtheben
Ursprünglich wurden die Gewichtheberin Cristina Iovu, die in der Klasse bis 53 kg antrat, und Gewichtheber Anatolii Cîrîcu, der in der Klasse bis 94 kg antrat, mit der Bronzemedaille geehrt. In einer groß angelegten Dopingkontrolle wurde vom Internationalen Olympischen Komitee am 21. November 2019 bekannt gegeben, das insgesamt 12 Athleten der Olympischen Spiele 2012 nach einer erneuten Analyse ihrer abgegebenen Blutproben disqualifiziert wurden. Bei beiden Athleten wurde Dehydrochlormethyltestosteron (Turinabol) im Blut festgestellt. Cîrîcu war damit als Überholungstäter überführt und wurde für acht Jahre gesperrt. Iovu erhielt eine vierjährige Sperre, gegen die sie erfolgreich vorgehen konnte, weil sie zwar zwei Verstöße begangen hatte, der zweite jedoch vor dem ersten  aufgedeckt wurde. Sie hatte nach der Teilnahme in Moldau nämlich die Nationalität gewechselt und in einem Trainingscamp in Aserbeidschan 2013 wurde sie das erste Mal positiv auf Stereoide getestet. Der Gewinn der Bronzemedaille bei den 2012er Spielen wurde jedoch erst 2016 aufgedeckt. Daher durfte sie im November 2018 wieder bei der Weltmeisterschaft in Turkmenistan antreten, diesmal für Rumänien, wo sie jedoch erneut wegen Dopings disqualifiziert wurde. Ihr droht damit ein lebenslanges Verbot durch die IWF.
| Athleten        | Wettbewerb       | Reißen  | Reißen | Stoßen  | Stoßen | Zweikampf | Zweikampf | Rang            |
| Athleten        | Wettbewerb       | Gewicht | Rang   | Gewicht | Rang   | Gewicht   | Rang      | Rang            |
| --------------- | ---------------- | ------- | ------ | ------- | ------ | --------- | --------- | --------------- |
| Frauen          |                  |         |        |         |        |           |           |                 |
| Cristina Iovu   | Klasse bis 53 kg | 99 kg   | 1      | 120 kg  | 3      | 219 kg    | 3         | disqualifiziert |
| Männer          |                  |         |        |         |        |           |           |                 |
| Anatolii Cîrîcu | Klasse bis 94 kg | 181 kg  | 7      | 226 kg  | 2      | 407 kg    | 3         | disqualifiziert |

### Judo
| Athleten       | Wettbewerb       | 1. Runde | 1. Runde | 2. Runde        | 2. Runde | Achtelfinale   | Achtelfinale  | Viertelfinale | Viertelfinale | Hoffnungsrunde Halbfinale | Hoffnungsrunde Halbfinale | Halbfinale    | Halbfinale    | Hoffnungsrunde Finale | Hoffnungsrunde Finale | Finale        | Finale        | Rang |
| Athleten       | Wettbewerb       | Gegner   | Ergebnis | Gegner          | Ergebnis | Gegner         | Ergebnis      | Gegner        | Ergebnis      | Gegner                    | Ergebnis                  | Gegner        | Ergebnis      | Gegner                | Ergebnis              | Gegner        | Ergebnis      | Rang |
| -------------- | ---------------- | -------- | -------- | --------------- | -------- | -------------- | ------------- | ------------- | ------------- | ------------------------- | ------------------------- | ------------- | ------------- | --------------------- | --------------------- | ------------- | ------------- | ---- |
| Männer         |                  |          |          |                 |          |                |               |               |               |                           |                           |               |               |                       |                       |               |               |      |
| Sergiu Toma    | Klasse bis 81 kg | Freilos  | Freilos  | Jaromír Musil   | 0001:100 | Takahiro Nakai | 0003:0101     | ausgeschieden | ausgeschieden | ausgeschieden             | ausgeschieden             | ausgeschieden | ausgeschieden | ausgeschieden         | ausgeschieden         | ausgeschieden | ausgeschieden | 9    |
| Ivan Remarenco | Klasse bis 90 kg | –        | –        | Kirill Denissow | 0001:100 | ausgeschieden  | ausgeschieden | ausgeschieden | ausgeschieden | ausgeschieden             | ausgeschieden             | ausgeschieden | ausgeschieden | ausgeschieden         | ausgeschieden         | ausgeschieden | ausgeschieden | 17   |

### Leichtathletik
Laufen und Gehen
| Athleten           | Wettbewerb       | Vorlauf     | Vorlauf | Halbfinale    | Halbfinale    | Finale        | Finale        | Rang       |
| Athleten           | Wettbewerb       | Zeit        | Rang    | Zeit          | Rang          | Zeit          | Rang          | Rang       |
| ------------------ | ---------------- | ----------- | ------- | ------------- | ------------- | ------------- | ------------- | ---------- |
| Frauen             |                  |             |         |               |               |               |               |            |
| Olesea Cojuhari    | 400 m            | 53,64 s     | 5       | ausgeschieden | ausgeschieden | ausgeschieden | ausgeschieden | 33         |
| Elena Popescu      | 800 m            | 2:06,94 min | 6       | ausgeschieden | ausgeschieden | ausgeschieden | ausgeschieden | 21         |
| Natalia Cerches    | Marathon         | –           | –       | –             | –             | 2:37:13 h     | 65            | 65         |
| Männer             |                  |             |         |               |               |               |               |            |
| Iaroslav Mușinschi | Marathon         | –           | –       | –             | –             | 2:16:25 h     | 25            | 25         |
| Roman Prodius      | Marathon         | –           | –       | –             | –             | aufgegeben    | aufgegeben    | aufgegeben |
| Ion Luchianov      | 3000 m Hindernis | 8:22,09 min | 5       | –             | –             | 8:28,15 min   | 10            | 10         |

Springen und Werfen
| Athleten         | Wettbewerb   | Qualifikation | Qualifikation | Finale        | Finale        | Rang |
| Athleten         | Wettbewerb   | Weite/Höhe    | Rang          | Weite/Höhe    | Rang          | Rang |
| ---------------- | ------------ | ------------- | ------------- | ------------- | ------------- | ---- |
| Frauen           |              |               |               |               |               |      |
| Zalina Marghieva | Hammerwerfen | 72,19 m       | 5             | 74,06 m       | 8             | 8    |
| Männer           |              |               |               |               |               |      |
| Serghei Marghiev | Hammerwerfen | 69,76 m       | 31            | ausgeschieden | ausgeschieden | 31   |

### Radsport

#### Straße
| Athleten    | Wettbewerb    | Zeit       | Rang       |
| ----------- | ------------- | ---------- | ---------- |
| Männer      |               |            |            |
| Oleg Berdos | Straßenrennen | aufgegeben | aufgegeben |

### Ringen
| Athleten         | Wettbewerb       | 1. Runde | 1. Runde | Achtelfinale   | Achtelfinale | Viertelfinale      | Viertelfinale | Halbfinale    | Halbfinale    | Hoffnungsrunde Viertelfinale | Hoffnungsrunde Viertelfinale | Hoffnungsrunde Halbfinale | Hoffnungsrunde Halbfinale | Hoffnungsrunde Finale | Hoffnungsrunde Finale | Finale        | Finale        | Rang |
| Athleten         | Wettbewerb       | Gegner   | Ergebnis | Gegner         | Ergebnis     | Gegner             | Ergebnis      | Gegner        | Ergebnis      | Gegner                       | Ergebnis                     | Gegner                    | Ergebnis                  | Gegner                | Ergebnis              | Gegner        | Ergebnis      | Rang |
| ---------------- | ---------------- | -------- | -------- | -------------- | ------------ | ------------------ | ------------- | ------------- | ------------- | ---------------------------- | ---------------------------- | ------------------------- | ------------------------- | --------------------- | --------------------- | ------------- | ------------- | ---- |
| Freistil Frauen  |                  |          |          |                |              |                    |               |               |               |                              |                              |                           |                           |                       |                       |               |               |      |
| Swetlana Sajenko | Klasse bis 72 kg | Freilos  | Freilos  | Cynthia Vescan | 3:1          | Wang Jiao          | 0:5           | ausgeschieden | ausgeschieden | ausgeschieden                | ausgeschieden                | ausgeschieden             | ausgeschieden             | ausgeschieden         | ausgeschieden         | ausgeschieden | ausgeschieden | 7    |
| Freistil Männer  |                  |          |          |                |              |                    |               |               |               |                              |                              |                           |                           |                       |                       |               |               |      |
| Nicolai Ceban    | Klasse bis 96 kg | Freilos  | Freilos  | Sinivie Boltic | 3:1          | George Gogshelidze | 0:3           | ausgeschieden | ausgeschieden | ausgeschieden                | ausgeschieden                | ausgeschieden             | ausgeschieden             | ausgeschieden         | ausgeschieden         | ausgeschieden | ausgeschieden | 7    |

### Schießen
| Athleten         | Wettbewerb       | Qualifikation | Qualifikation | Finale        | Finale        | Ringe         | Rang          |
| Athleten         | Wettbewerb       | Ringe         | Rang          | Ringe         | Rang          | Ringe         | Rang          |
| ---------------- | ---------------- | ------------- | ------------- | ------------- | ------------- | ------------- | ------------- |
| Frauen           |                  |               |               |               |               |               |               |
| Marina Zgurscaia | Luftpistole 10 m | 377           | 29            | ausgeschieden | ausgeschieden | ausgeschieden | ausgeschieden |

### Schwimmen
| Athleten        | Wettbewerb  | Vorlauf     | Vorlauf | Halbfinale    | Halbfinale    | Finale        | Finale        | Rang |
| Athleten        | Wettbewerb  | Zeit        | Rang    | Zeit          | Rang          | Zeit          | Rang          | Rang |
| --------------- | ----------- | ----------- | ------- | ------------- | ------------- | ------------- | ------------- | ---- |
| Frauen          |             |             |         |               |               |               |               |      |
| Tatiana Chisca  | 100 m Brust | 1:13,30 min | 8       | ausgeschieden | ausgeschieden | ausgeschieden | ausgeschieden | 40   |
| Männer          |             |             |         |               |               |               |               |      |
| Dănilă Artiomov | 100 m Brust | 1:03,57 min | 8       | ausgeschieden | ausgeschieden | ausgeschieden | ausgeschieden | 40   |